# Upalita
La upalita es un mineral de la clase de los minerales fosfatos, y dentro de esta pertenece al llamado “grupo de la upalita”. Fue descubierta en 1978 en la provincia de Kivu del Sur República Democrática del Congo, siendo nombrada así por su composición: U+P+Al. Un sinónimo es su clave: IMA1978-045.

## Características químicas
Es un uranilo-fosfato hidroxilado e hidratado de aluminio.

## Formación y yacimientos
Es un raro mineral secundario que se forma en la zona de oxidación de yacimientos de minerales de uranio de un complejo de rocas pegmatitas de tipo granito.
Suele encontrarse asociado a otros minerales como: metaautunita, fosfuranilita, threadgoldita o furalumita.

## Usos
Puede ser extraído en las minas como mena del estratégico uranio. Por su alta radiactividad debe ser manipulado y almacenado con los correspondientes protocolos de seguridad.